# Општина Батарчи (Сату Маре)
Батарчи (рум. Bătarci) општина је у Румунији у округу Сату Маре.
Oпштина се налази на надморској висини од 141 m.